# Costus productus
Costus productus là một loài thực vật có hoa trong họ Costaceae. Loài này được Gleason ex Maas mô tả khoa học đầu tiên năm 1975.